# Novik (destroyer)
Pour les articles homonymes, voir Novik (homonymie).
Le Novik en russe : Новик est un destroyer en service dans la Marine impériale de Russie de 1913 à 1917, puis dans la Marine soviétique de 1917 à 1941. En janvier 1923 nommé Yakov Sverdlov, du nom de l'un des organisateurs de l'assassinat de la famille impériale de Russie à Iekaterinbourg, Yakov Mikhaïlovitch Sverdlov (1885-1919). Au cours de la Première Guerre mondiale, dans sa catégorie, le Novik était le destroyer le plus rapide et le plus puissant du monde, les destroyers de la classe Novik furent les premiers à fonctionner au pétrole.

## Historique
Le Novik fut le premier navire de sa classe dont la construction s'acheva en 1910 à l'usine de Putilovsky. Les plans de ce destroyer furent dessinés par l'entreprise navale allemande AG Vulcan Stettin. Cette classe comprenait 52 autres navires divisés en quatre groupes :
- destroyer de la classe Derzky ;
- destroyer de la classe Orfey ;
- destroyer de la classe  Izijaslav ;
- destroyer de la classe Fidonisy.

### Carrière dans la Marine impériale de Russie
Au cours de la Première Guerre mondiale, placé sous le commandement du kontr-admiral Mikhaïl Andreïevitch Berhens (1879-1943) le Novik servit dans la flotte de la Baltique. En 1914, ce destroyer fut impliqué dans le mouillage de mines dans le golfe de Riga, il coula plusieurs navires de guerre et de commerce allemands. En août 1915, il engagea le combat contre deux destroyers allemands le V-99 et le V-100, les tirs ennemis causèrent de graves dommages au destroyer russe, quant au V-99 il fut coulé par le Novik. Fin mai 1916, le destroyer prit part à l'attaque menée par les navires russes contre un convoi de navires de la Marine impériale allemande transportant du minerai de fer.

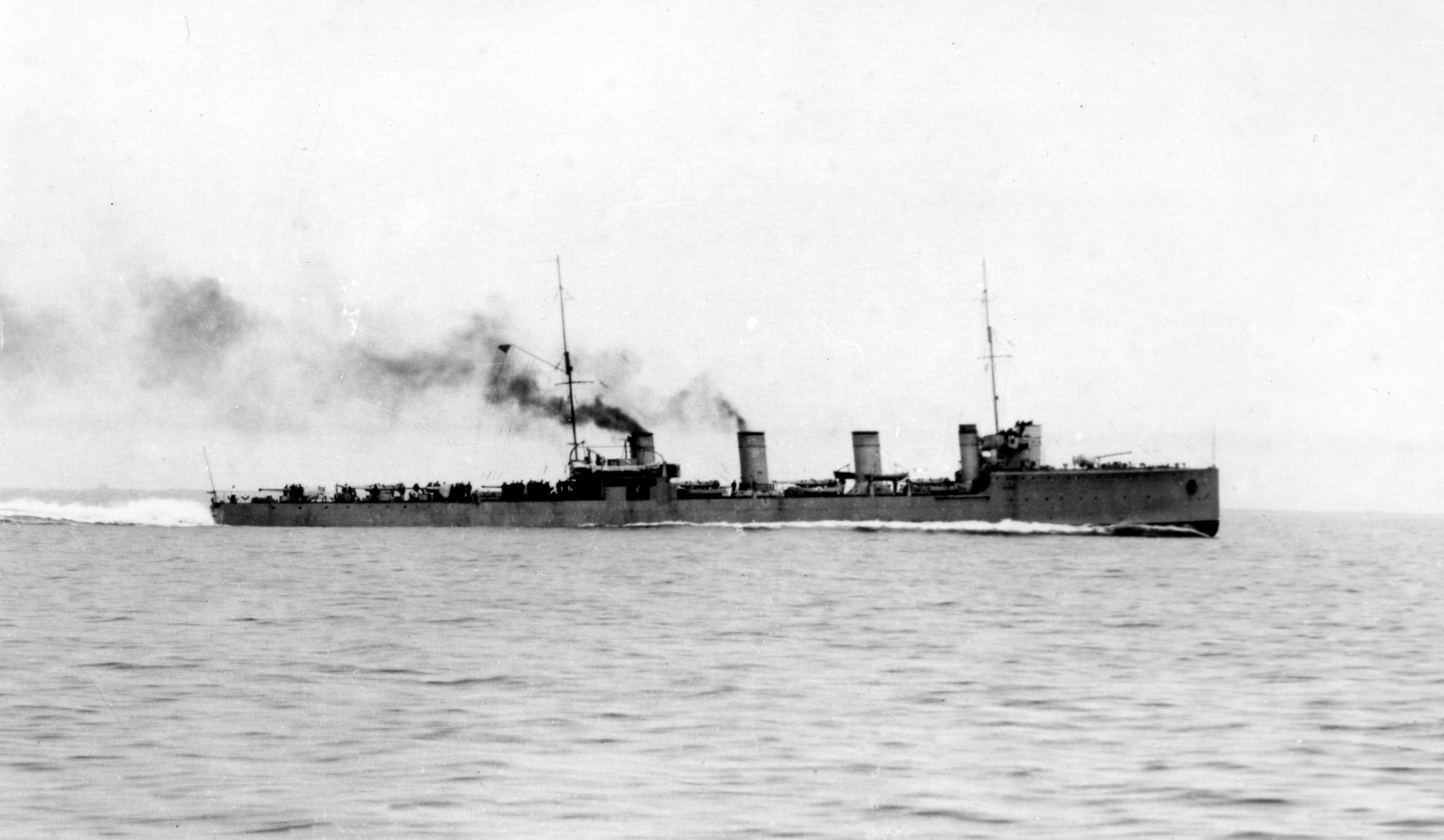
Le Novik

### Carrière dans la Marine soviétique
Passé en 1917 sous le commandement (bolchevique) de la flotte de la Baltique, le Novik participa à la défense des îles situées près du détroit de Muhu. Au cours de l'hiver 1918, il prit part à la Croisière de glace de la flotte de la Baltique, il quitta Helsinki pour le port de Kronstadt.
En janvier 1923, le Novik navigua sous un nouveau nom : le Yakov Sverdlov (Яков Свердлов).
En 1940, le Yakov Sverdlov subit quelques rénovations, son tonnage et sa puissance de feu furent augmentés.
Au cours des années précédant la Grande Guerre patriotique, le Yakov Sverdlov fut affecté dans une escadre de navires de formation de l'École navale supérieure Mikhaïl Frounze. Lors du déclenchement de la Seconde Guerre mondiale, le destroyer fut affecté dans la 3e escadre de destroyers de la Baltique.
Fin août 1941, sous le commandement du capitaine 2e classe A.M. Spiridonov il prit part à l'évacuation des principales forces de la flotte de la Baltique de Tallinn à Kronstadt (112 navires, 23 navires de soutien) au cours de cette évacuation 15 navires furent coulés (5 destroyers, 2 sous-marins, 2 patrouilleurs, 3 drageurs de mines, 1 canonnière, torpilleur et croiseur) et également 51 navires de transport et de soutien). Au cours de l'évasion de la Marine soviétique du port de Tallinn, le destroyer fut affecté à la protection du navire amiral, le croiseur Kirov. Au cours de cette opération, le 28 août 1941, le Yakov Sverdlov sauta sur une mine allemande près des îles Mohni, dans le golfe de Finlande.

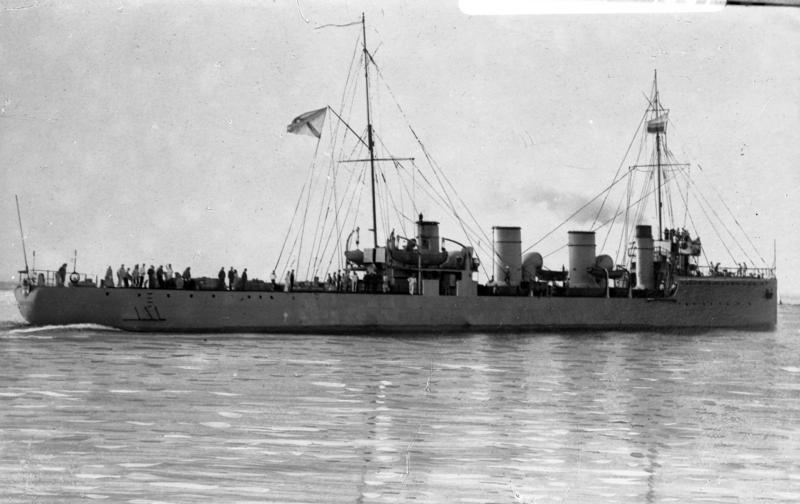
Le Novik

## Sources
- (ru) Cet article est partiellement ou en totalité issu de l’article de Wikipédia en russe intitulé « Новик (эсминец) » (voir la liste des auteurs).

- (en) Cet article est partiellement ou en totalité issu de l’article de Wikipédia en anglais intitulé « Russian destroyer Novik (1911) » (voir la liste des auteurs).